# Morpho extremus
Morpho extremus är en fjärilsart som beskrevs av Le Moult 1933. Morpho extremus ingår i släktet Morpho och familjen praktfjärilar. Inga underarter finns listade i Catalogue of Life.